# Lindgrenit
Lindgrenit ist ein selten vorkommendes Mineral aus der Mineralklasse der „Sulfate (und Verwandte, siehe Klassifikation)“. Es kristallisiert im monoklinen Kristallsystem mit der chemischen Zusammensetzung Cu3[OH|MoO4]2, ist also chemisch gesehen ein Kupfer-Molybdat mit zusätzlichen Hydroxidionen.
Lindgrenit ist durchsichtig und entwickelt nur kleine Kristalle bis etwa zwei Zentimeter Größe mit nadeligem bis tafeligem Habitus, die nach der c-Achse gestreift sein können. Meist findet er sich in Form von derben (massigen) Aggregaten sowie krustigen Überzügen. Seine Farbe variiert je nach Dicke der Kristalle zwischen grün und gelblichgrün, seine Strichfarbe ist allerdings nur blassgrün. Unverwitterte Kristallflächen weisen einen schwachen glas- oder fettähnlichen Glanz auf.

## Besondere Eigenschaften
Lindgrenit ist löslich in Salzsäure und Salpetersäure.

## Etymologie und Geschichte
Erstmals entdeckt wurde Lindgrenit im Kupfertagebau Chuquicamata in der chilenischen Región de Antofagasta und beschrieben 1935 durch Charles Palache, der das Mineral nach dem schwedisch-amerikanischen Geologen Waldemar Lindgren benannte.

## Klassifikation
In der veralteten 8. Auflage der Mineralsystematik nach Strunz gehörte der Lindgrenit zur Mineralklasse der „Sulfate, Chromate, Molybdate, Wolframate“ und dort zur Abteilung „Molybdate und Wolframate“, wo er gemeinsam mit Cousinit, Cuprotungstit, Ferrimolybdit, Ferritungstit, Iriginit, Moluranit, Mourit und Umohoit in der „Lindgrenit-Ferrimolybdit-Gruppe (mit fremden Anionen bzw. H2O)“ mit der Systemnummer VI/F.02 steht.
In der zuletzt 2018 überarbeiteten Lapis-Systematik nach Stefan Weiß, die formal auf der alten Systematik von Karl Hugo Strunz in der 8. Auflage basiert, erhielt das Mineral die System- und Mineralnummer VI/G.02-010. Dies entspricht der Klasse der „Sulfate, Chromate, Molybdate und Wolframate“ und dort der Abteilung „Molybdate [MoO4]2− und Wolframate [WO4]2−, Polywolframate“, wo Lindgrenit zusammen mit Biehlit, Cupromolybdit, Cuprotungstit, Ferrimolybdit, Markascherit, Szenicsit, Tancait-(Ce) und Vergasovait eine unbenannte Gruppe mit der Systemnummer VI/G.02 bildet.
Die von der International Mineralogical Association (IMA) zuletzt 2009 aktualisierte 9. Auflage der Strunz’schen Mineralsystematik ordnet den Lindgrenit in die Klasse der „Sulfate (Selenate, Tellurate, Chromate, Molybdate und Wolframate)“ und dort in die Abteilung „Molybdate und Wolframate“ ein. Hier ist das Mineral in der Unterabteilung „Mit zusätzlichen Anionen und/oder H2O“ zu finden, wo es als einziges Mitglied eine unbenannte Gruppe mit der Systemnummer 7.GB.05 bildet.
In der vorwiegend im englischen Sprachraum gebräuchlichen Systematik der Minerale nach Dana hat Lindgrenit die System- und Mineralnummer 48.03.01.01. Das entspricht der Klasse der „Phosphate, Arsenate und Vanadate“ und dort der Abteilung „Molybdate und Wolframate“. Hier findet er sich innerhalb der Unterabteilung „Wasserfreie Molybdate und Wolframate (Basisch und wasserfrei)“ als einziges Mitglied in einer unbenannten Gruppe mit der Systemnummer 48.03.01.

## Bildung und Fundorte

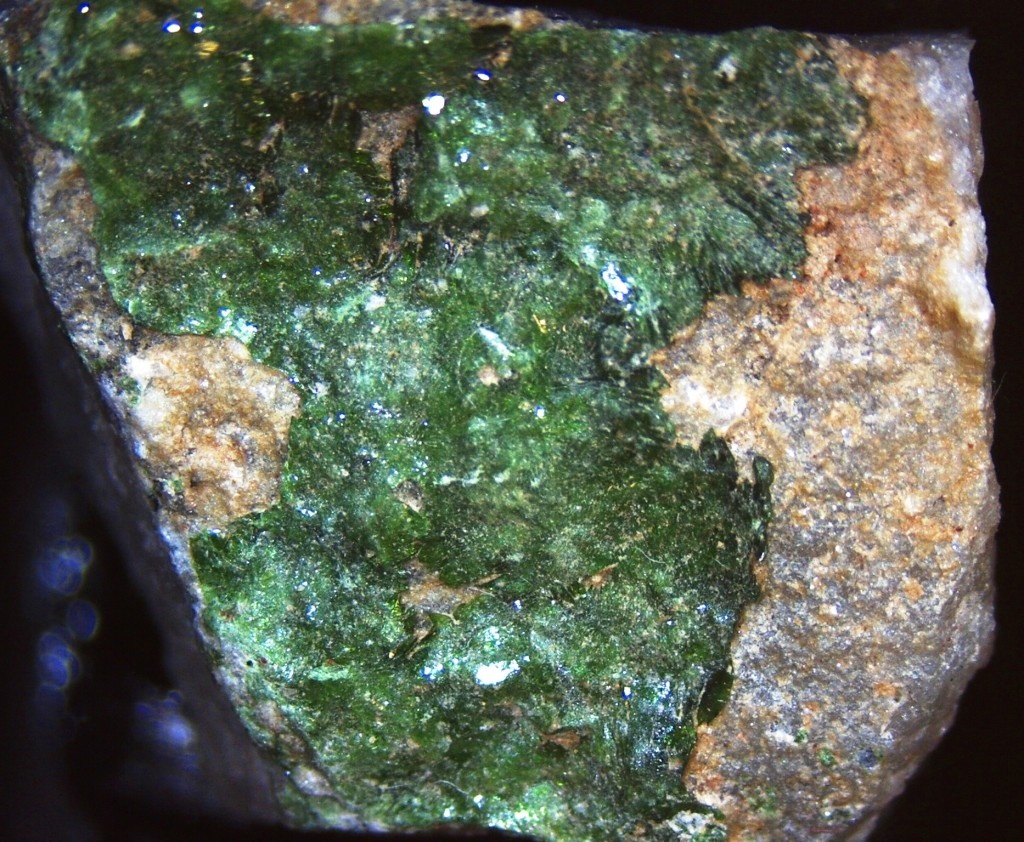
Krustiger Überzug aus Lindgrenitkristallen aus der „Inspiration Mine“, Bezirk Miami-Inspiration, Gila County, Arizona, USA (Größe: 2 cm)

Lindgrenit bildet sich sekundär in der Oxidationszone von molybdänhaltigen Kupfer-Lagerstätten. Als Begleitminerale können unter anderem Antlerit, Brochantit, Chrysokoll, verschiedene Eisenoxide, Molybdänit, Powellit und Quarz auftreten.
Als seltene Mineralbildung konnte Lindgrenit nur an wenigen Fundorten nachgewiesen werden, wobei bisher (Stand 2013) rund 20 Fundorte als bekannt gelten. Neben seiner Typlokalität, dem Kupfertagebau Chuquicamata, trat das Mineral in Chile noch in der Grube „Santa Catalina“ in der Región de Antofagasta, in mehreren Gruben der Región de Atacama sowie in der Grube „Braden“ (auch „Teniente“) nahe Rancagua in der Región del Libertador General Bernardo O’Higgins auf.
Daneben wurde Lindgrenit unter anderem noch in der französischen Grube „Vaulry“ im Département Haute-Vienne, in der Grube „Sansei“ in der japanischen Präfektur Nara (Honshū), im Kupferbergwerk „Klauvreidnuten“ (Kløvreidnuten) bei Klauvreid in der norwegischen Fylke Telemark und an mehreren Orten in den US-Bundesstaaten Arizona, Kalifornien und Idaho gefunden.

## Kristallstruktur
Lindgrenit kristallisiert monoklin in der Raumgruppe P21/n (Raumgruppen-Nr. 14, Stellung 2) mit den Gitterparametern a = 5,39 Å; b = 14,02 Å; c = 5,61 Å und; β = 98,5° sowie 2 Formeleinheiten pro Elementarzelle.